# Vanguard Animation
Vanguard Animation é um estúdio de produção americano fundado em 2002 pelos produtores John H. Williams e Neil Braun.

## Filmografia

### Filmes lançados
| # | Título Original                     | Título no Brasil                    | Título em Portugal                  | Data de lançamento    |
| - | ----------------------------------- | ----------------------------------- | ----------------------------------- | --------------------- |
| 1 | Valiant                             | Valiant - Um Herói que Vale a Pena  | Valiant - Os Bravos do Pombal       | 25 de março de 2005   |
| 2 | Happily N'Ever After                | Deu a Louca na Cinderela            | E Não Viveram Felizes para Sempre   | 5 de janeiro de 2007  |
| 3 | Space Chimps                        | Space Chimps - Micos no Espaço      | Macacos no Espaço                   | 18 de julho de 2008   |
| 4 | Space Chimps 2: Zartog Strikes Back | Space Chimps 2: O Retorno de Zartog | Space Chimps 2: O Retorno de Zartog | 5 de outubro de 2010  |
| 5 | Get Squirrely                       |                                     |                                     | 4 de novembro de 2016 |
| 6 | Gnome Alone                         | Duda e os Gnomos                    | Patrulha de Gnomos                  | 19 de outubro de 2018 |
| 7 | Charming                            | Encantado                           | Príncipe Bué Encantado              | 20 de abril de 2018   |
| 8 | Trouble                             |                                     | Trouble: Aventura na Cidade         | 8 de agosto de 2019   |
| 9 | Fearless                            |                                     |                                     | 14 de agosto de 2020  |

### Próximos Filmes
| #  | Título Original         | Título no Brasil | Título em Portugal | Data de lançamento |
| -- | ----------------------- | ---------------- | ------------------ | ------------------ |
| 10 | Silk Road Rally         |                  |                    | dezembro de 2020   |
| 11 | Goose Chase             |                  |                    | março de 2021      |
| 12 | Trapped in a Comic Book |                  |                    | julho de 2021      |